# Microrégion de Caraguatatuba
 (février 2025).
Si vous disposez d'ouvrages ou d'articles de référence ou si vous connaissez des sites web de qualité traitant du thème abordé ici, merci de compléter l'article en donnant les références utiles à sa vérifiabilité et en les liant à la section « Notes et références ».
La microrégion de Caraguatatuba est une des microrégions de l'État de São Paulo appartenant à la mésorégion de la vallée du Paraíba Paulista. Elle couvre une aire de 1 948 km² pour une population de 281 532 habitants (IBGE 2006) et est divisée en quatre municipalités. Son IDH est de 0,797 (PNUD/2000).

## Municipalités[1]
- Caraguatatuba
- Ilhabela
- São Sebastião
- Ubatuba

## Microrégions limitrophes
- Mogi das Cruzes
- Paraibuna/Paraitinga
- Santos
- Baie d'Ilha Grande (État de Rio de Janeiro)